# Biserica de lemn din Furcșoara

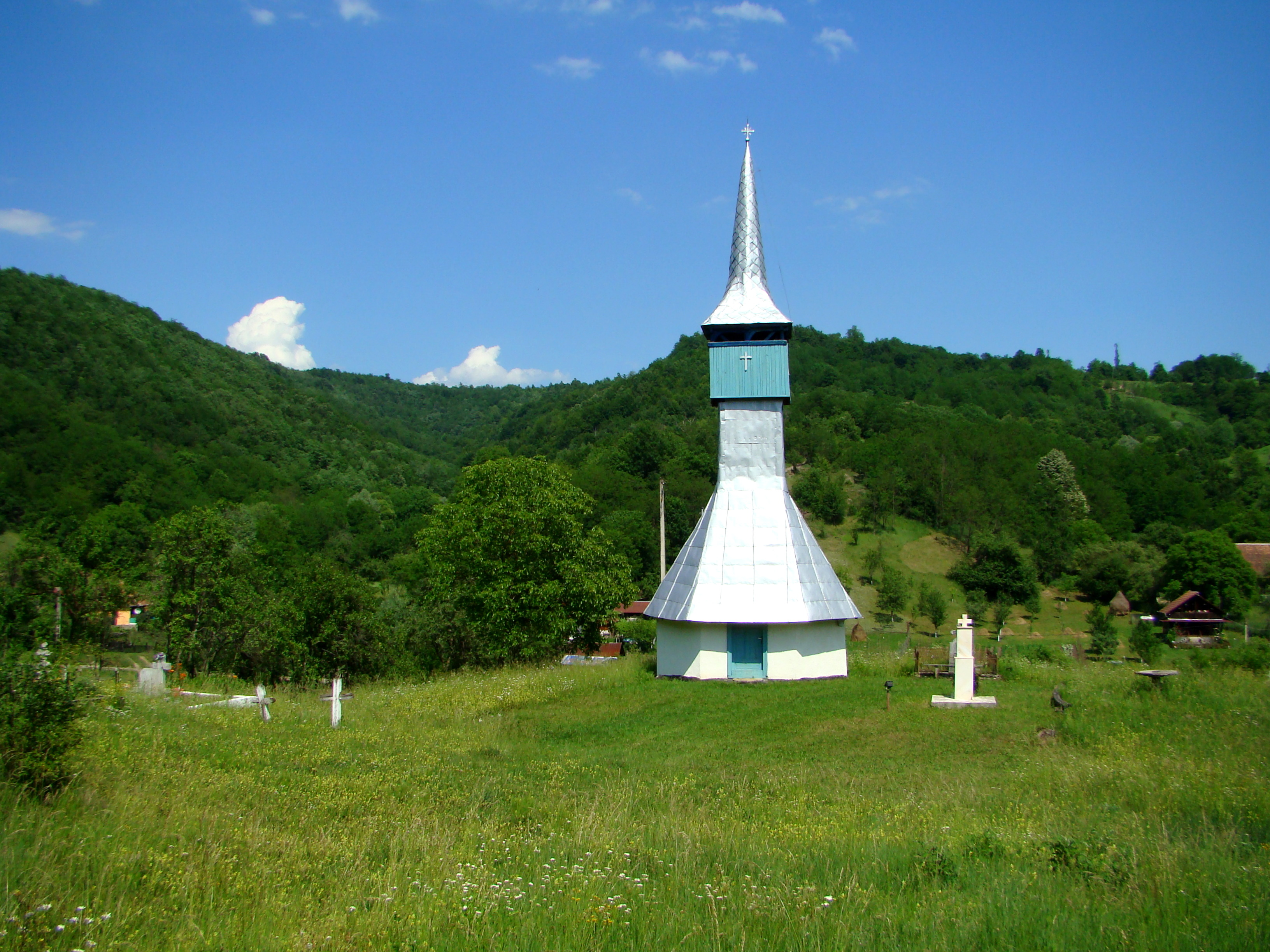
Biserica de lemn din Furcşoara, comuna Brănișca, județul Hunedoara, foto: iunie 2009.

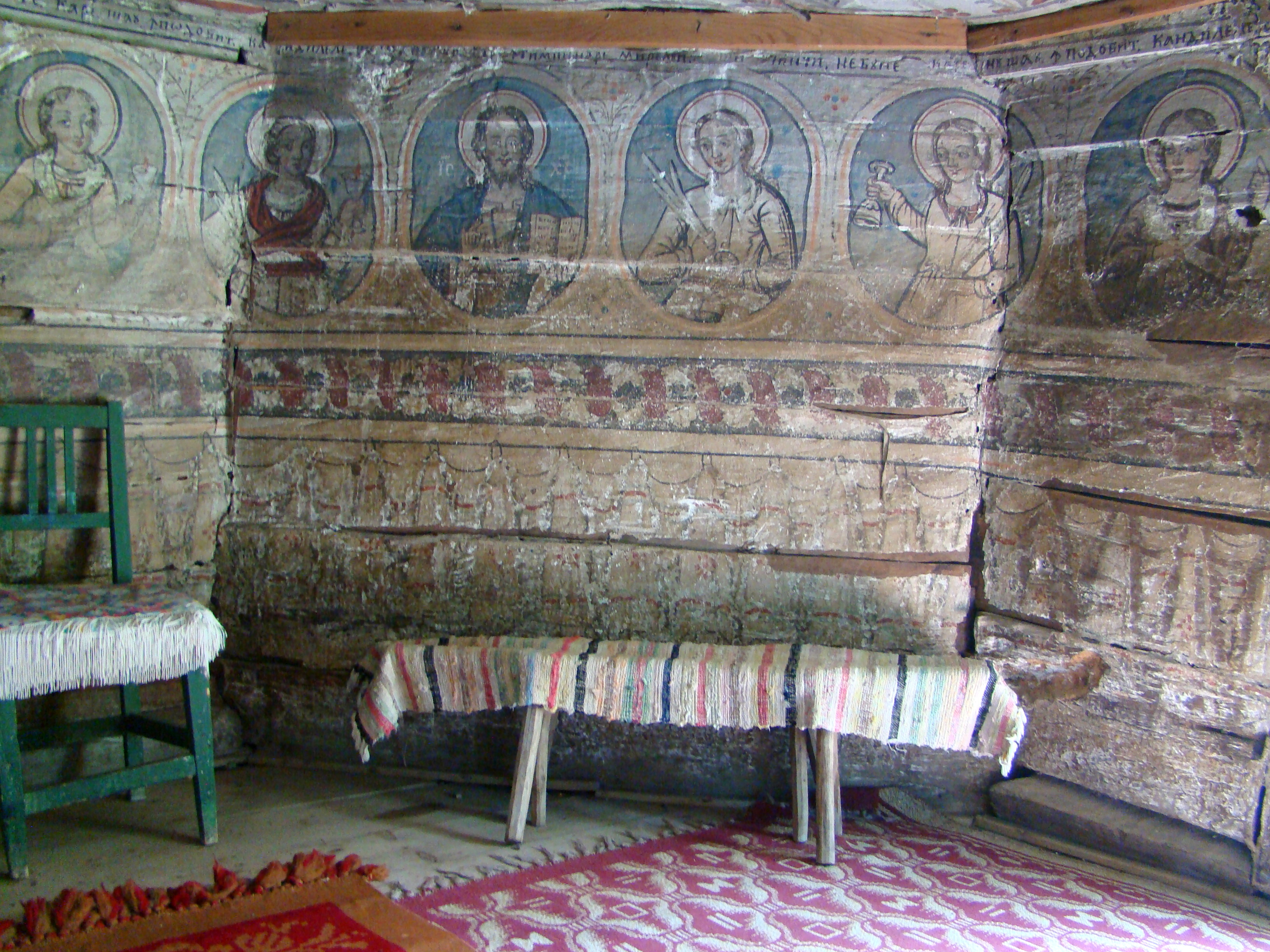
Pictura din pronaos

Biserica de lemn din Furcșoara, comuna Brănișca, județul Hunedoara a fost ridicată în anul 1808. Are hramul „Pogorârea Sfântului Duh”. În pronaos și mai ales în naos se păstrează, bine conservată, pictura originală de mare valoare. Biserica se află pe lista monumentelor istorice, cod  HD-II-m-B-03314.

## Localitatea
Furcșoara este un sat în comuna Brănișca din județul Hunedoara, Transilvania, România. Prima mențiune documentară este din anul 1518, cu denumirea Fwrsora.

## Istoric și trăsături
Biserica „Pogorârea Duhului Sfânt” din satul Furcșoara, înscrisă pe lista monumentelor istorice românești (HD-II-m-B-03314), pare să dateze din secolul al XVII-lea; momentul înălțării se va putea preciza cu exactitate doar în eventualitatea descoperirii vechii pisanii, dăltuită, cu probabilitate, pe ancadramentul ușii dinspre naos, ascuns în prezent sub un strat impropriu de tencuială. 
Veșmântul iconografic inițial, din care mai sunt vizibile astăzi doar unele mici fragmente din altar și de pe suprafața tâmplei, a fost executat în a doua jumătate a secolului al XVIII-lea, putând fi atribuit fie preotului Ioan Zugravul din Deva, fie pictorului anonim de la Certeju de Jos; frumoasele icoane ale „Sfântului Ierarh Nicolae” și ale „Mântuitorului Iisus Hristos” au fost transferate în colecția de artă bisericească de la Protopopiatul Ortodox Orăștie. 
Degradată din pricina șubrezeniei bârnelor, zestrea originală a fost înlocuită, în anul 1808, cu o alta, la fel de valoroasă, semnată de zugravii Simion și Gavriil Silaghi din Abrud; șantierul este atestat de inscripția de pe marginea sudică a bolții naosului: „Zugravindu-s-au această sfântă biserică în zilele înălțatului împărat Franțiscus al II-lea, vicariuș D[omania] Să Nicolae Huțovici, protopop eparhiei Iosif Nemeș, ctitor popa Petru, Bâce Adam, Conea Pătru, Bârj Toader, Negrilă Nicoară, Negrilă Gheorghe, birău Bâce Ion, cu cheltuiala satului, 1808, de Simon Silaghi din Abrud, Gavril Silaghi”.
Lăcașul, renovat în anul 1974, păstrează aceeași planimetrie dreptunghiulară arhaică, a cărei caracteristică o constituie terminațiile nedecroșate, poligonale cu trei laturi, ale altarului și ale pronaosului. Pereții scunzi se pierd sub pantele generoase ale acoperișului de tablă, străpuns, spre apus, de un turn-clopotniță suplu, cu foișor în console și fleșă elansată. În fața bisericii, străvechiul „scaun de judecată” își mai așteaptă încă „împricinații”. 
Edificiul este menționat doar în tabelele conscripțiilor din anii 1750, 1761-1762 și 1829-1831 și pe harta iosefină a Transilvaniei (1769-1773). Tradiția aducerii lăcașului din satul zărădean Ribița, în jurul anului 1880, nu are nici o bază reală.

## Imagini

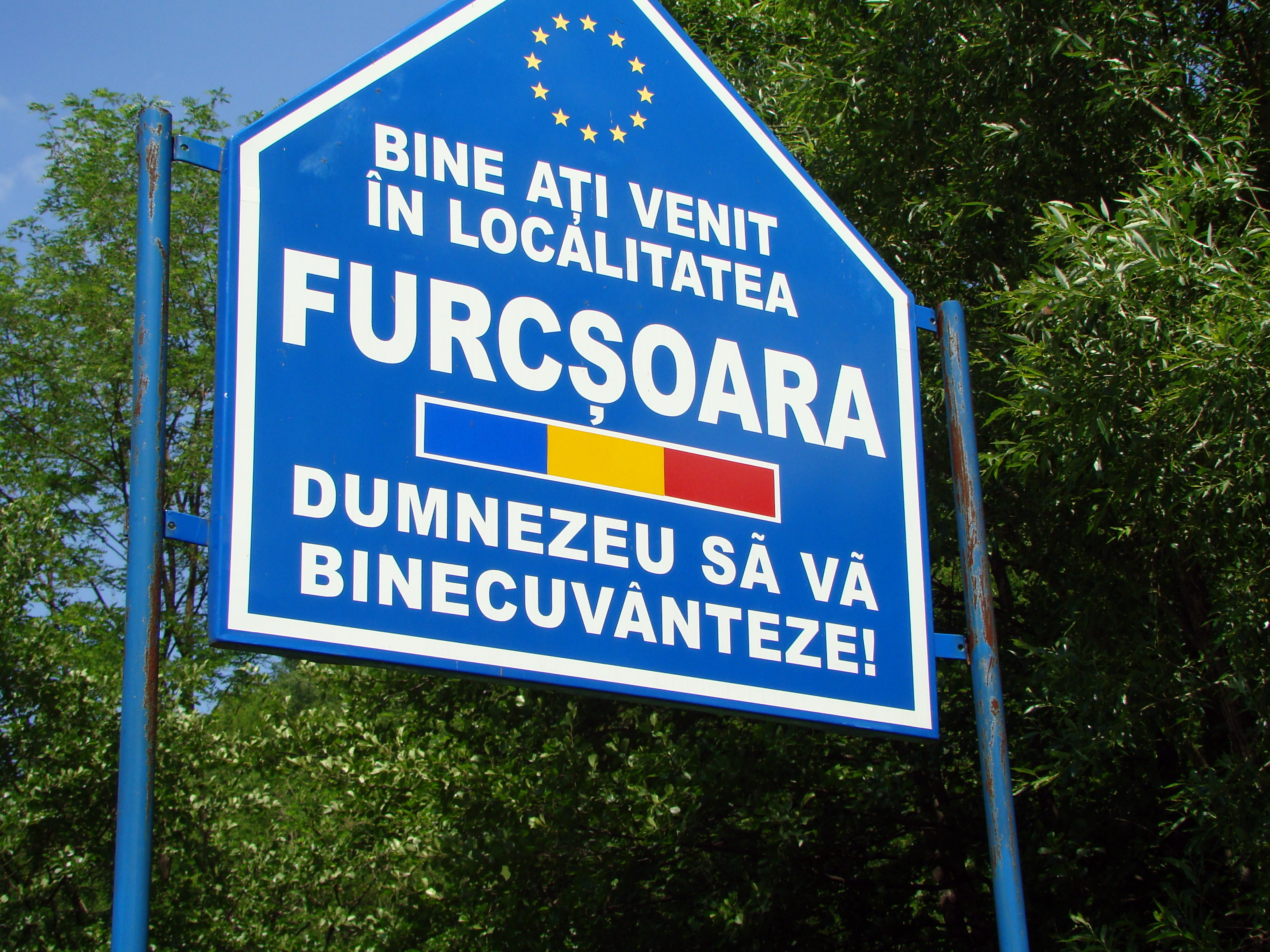
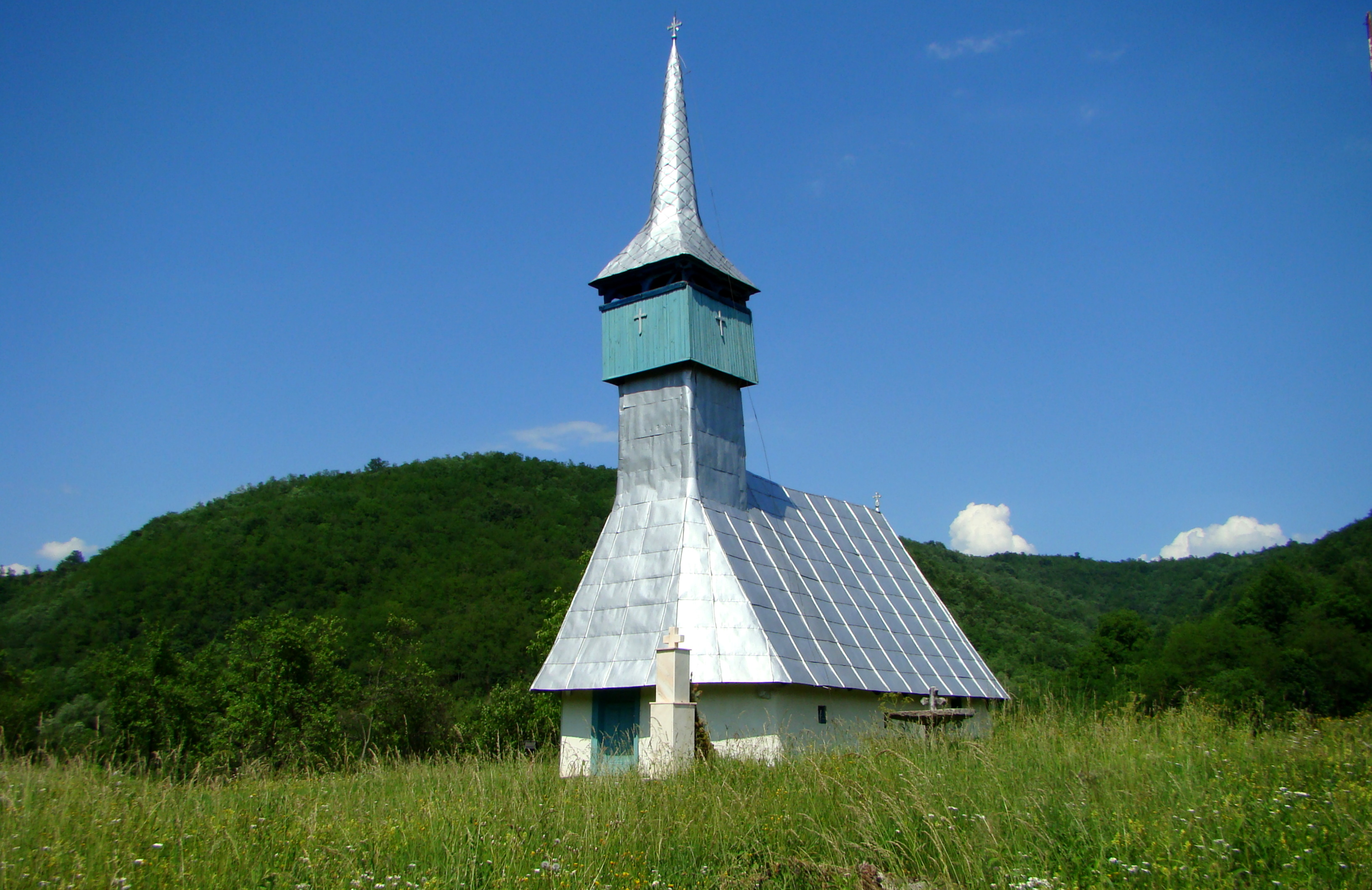
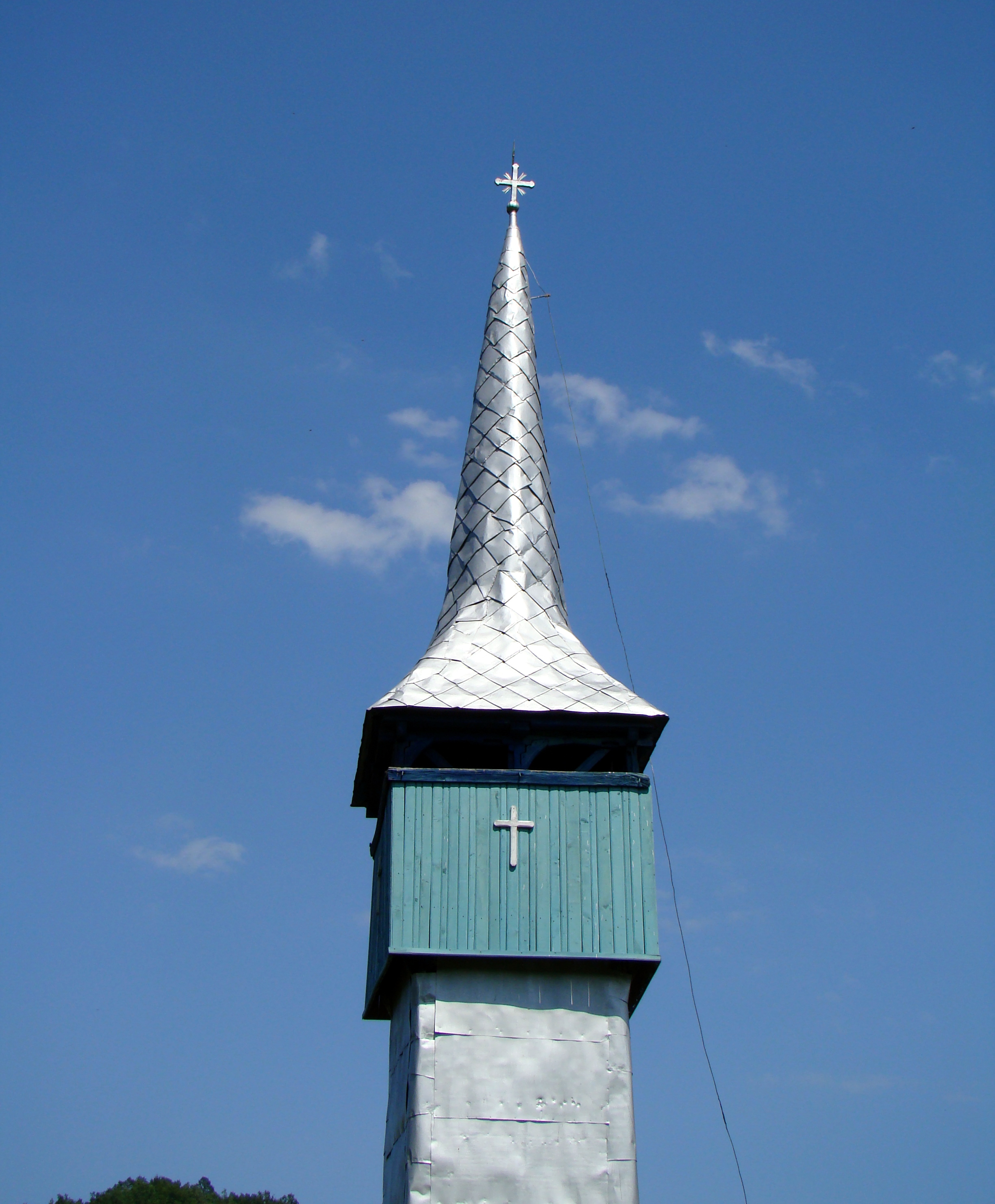
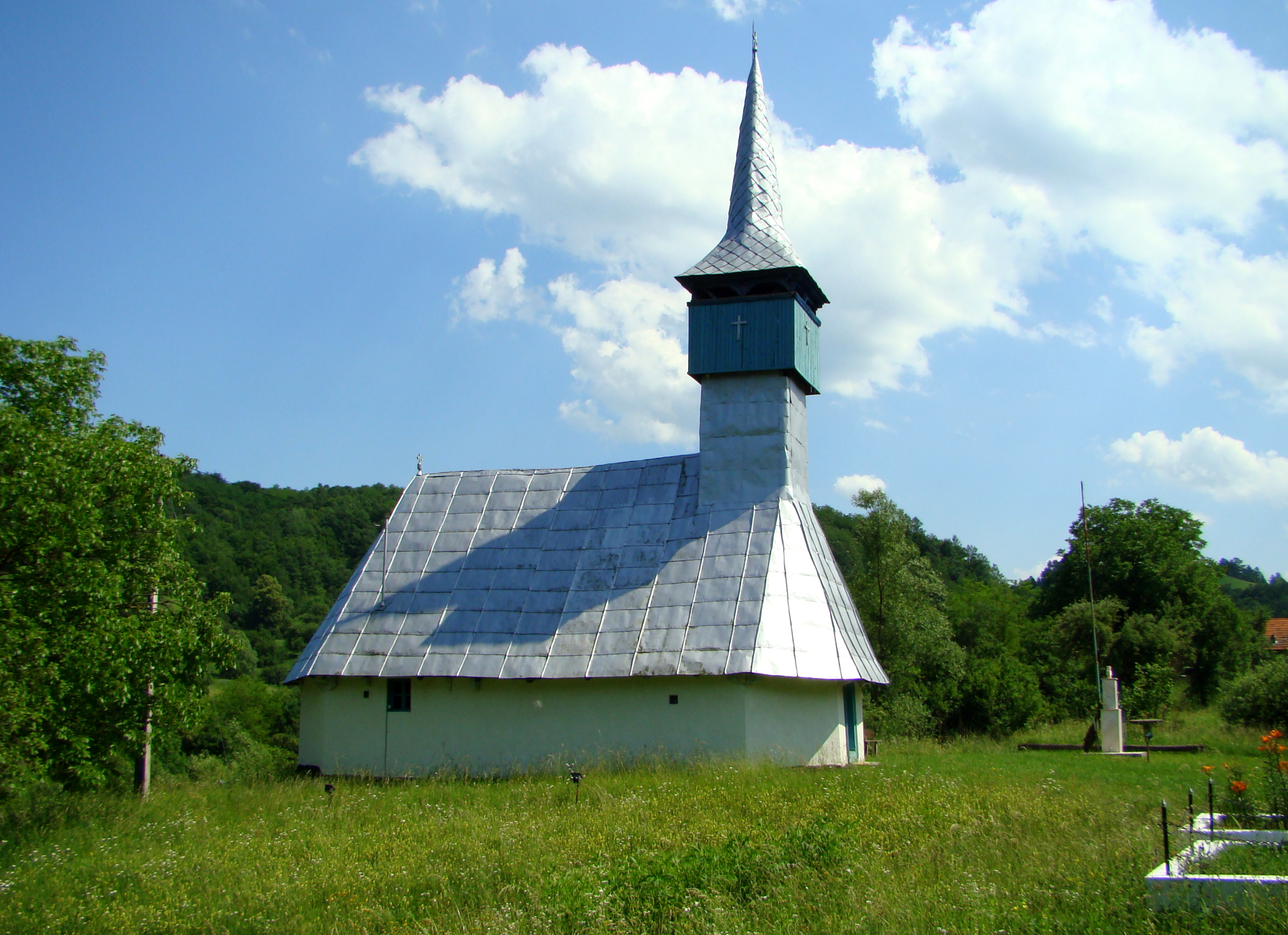
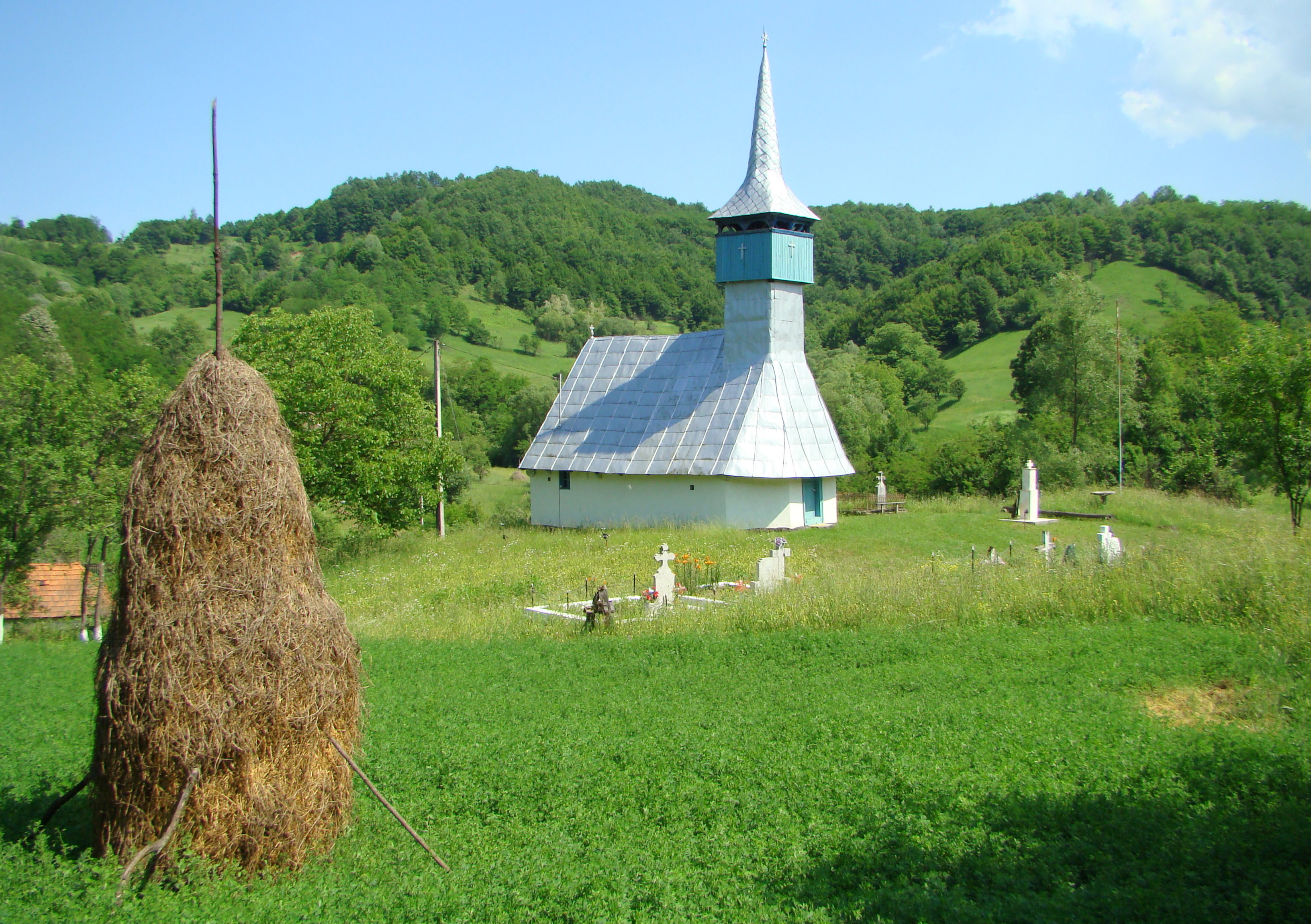
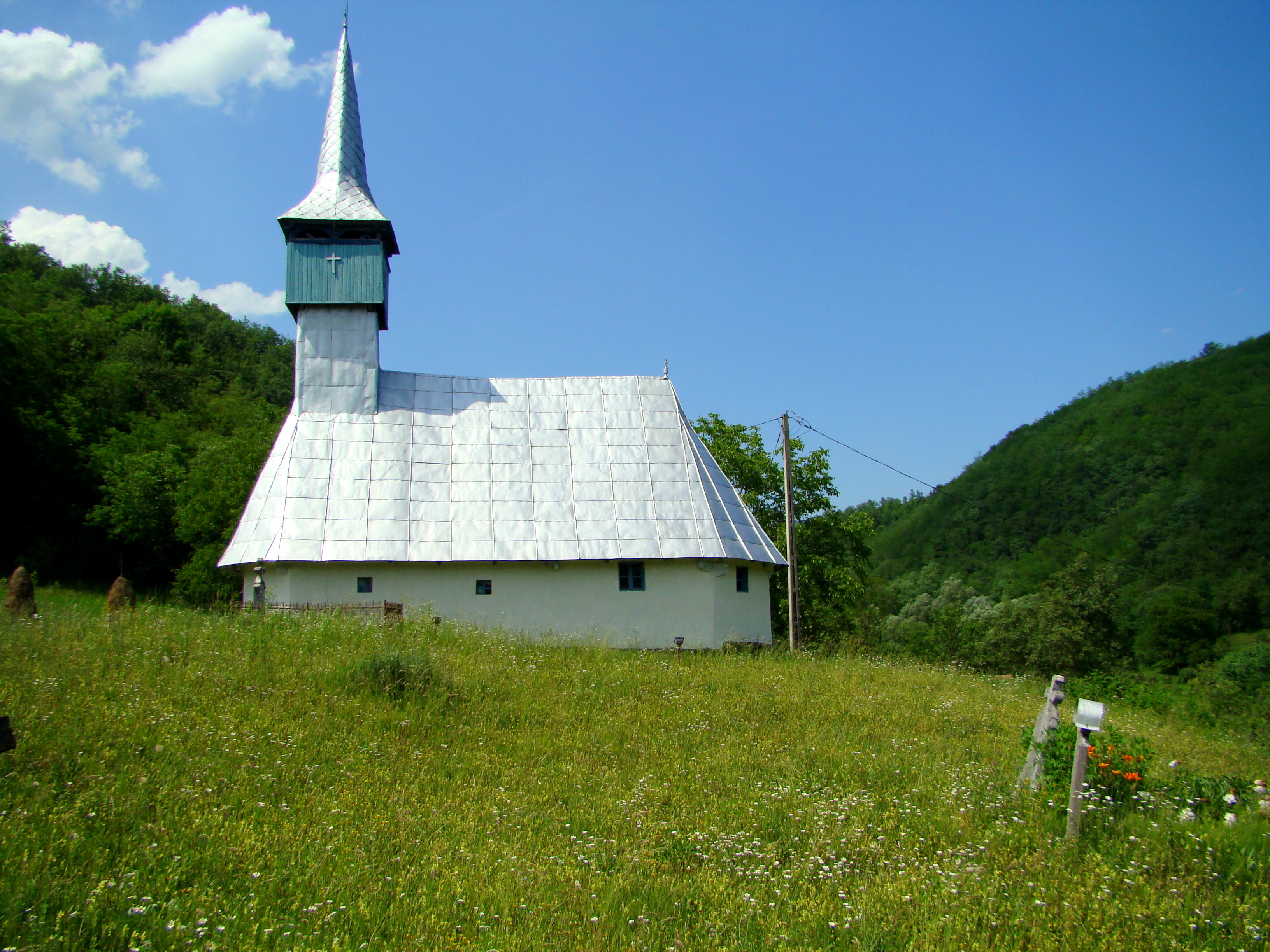
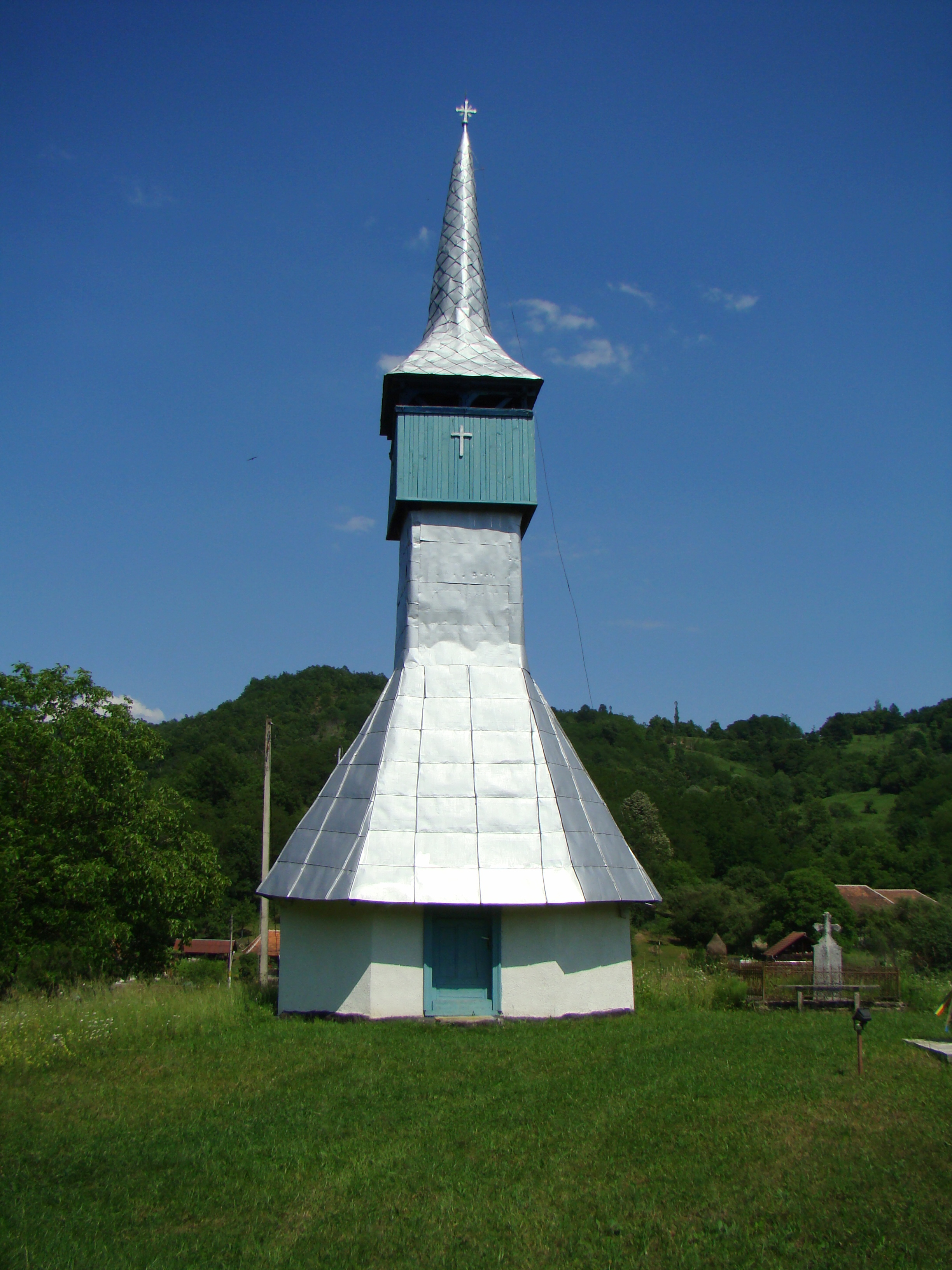
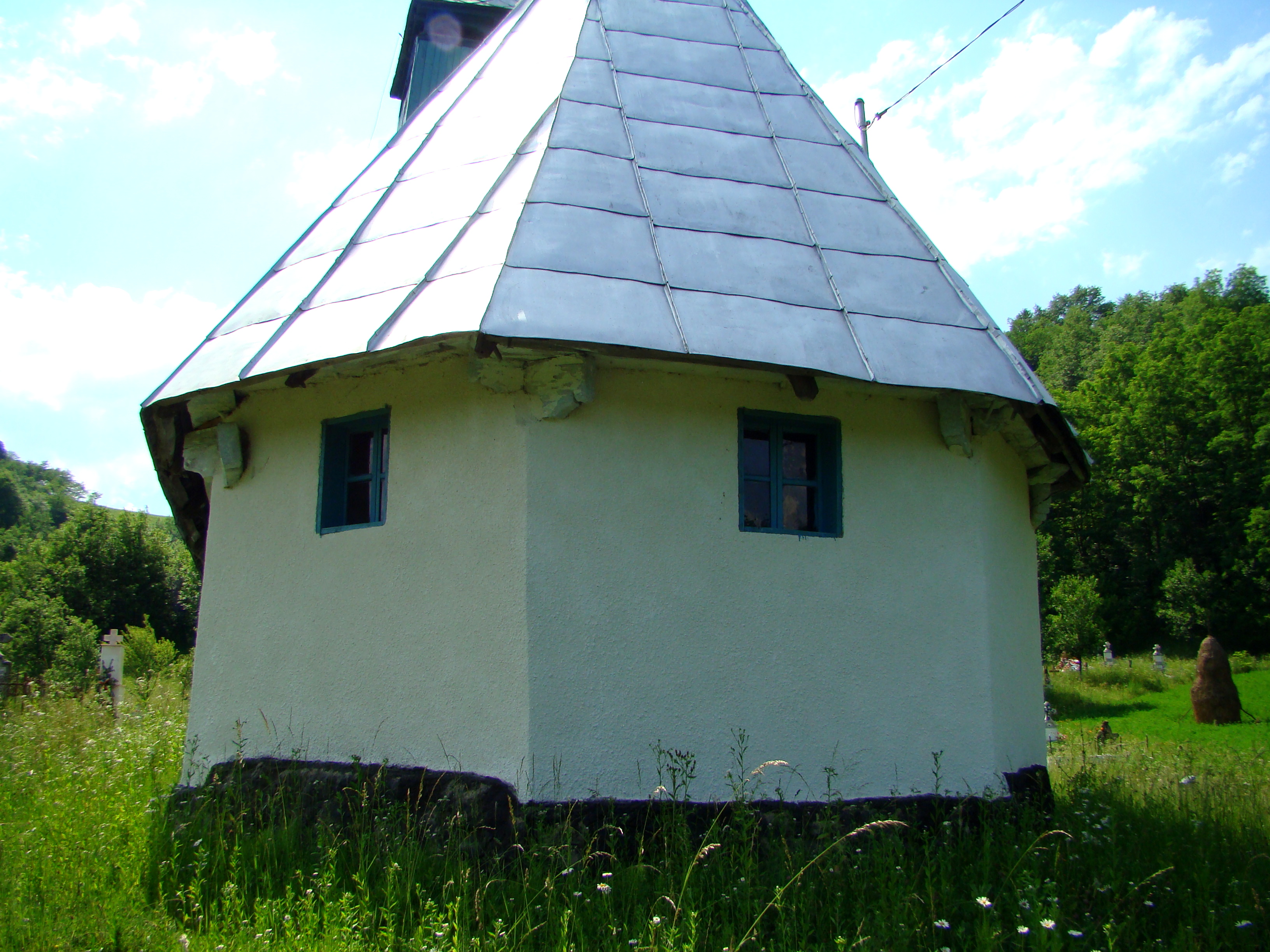
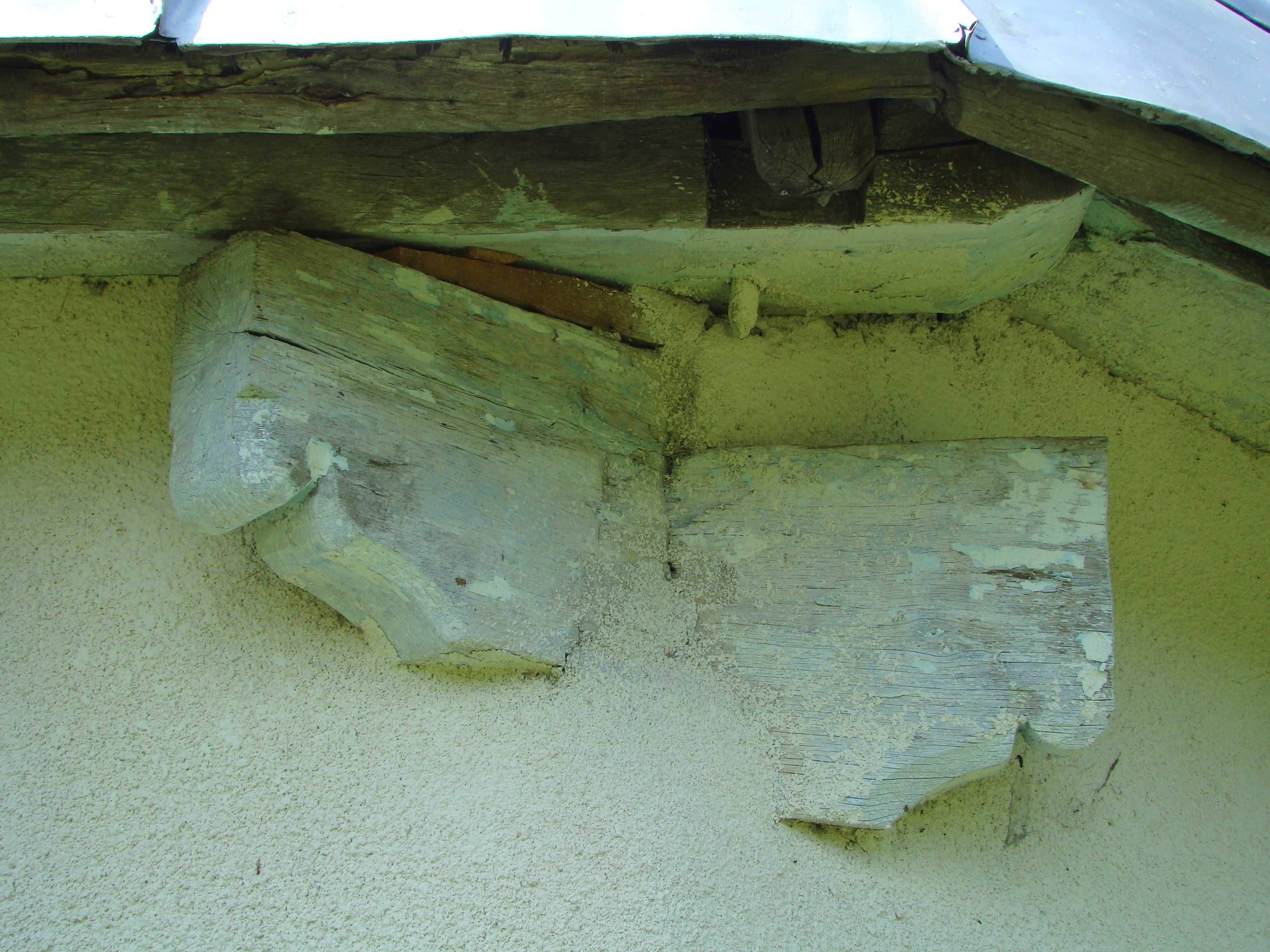
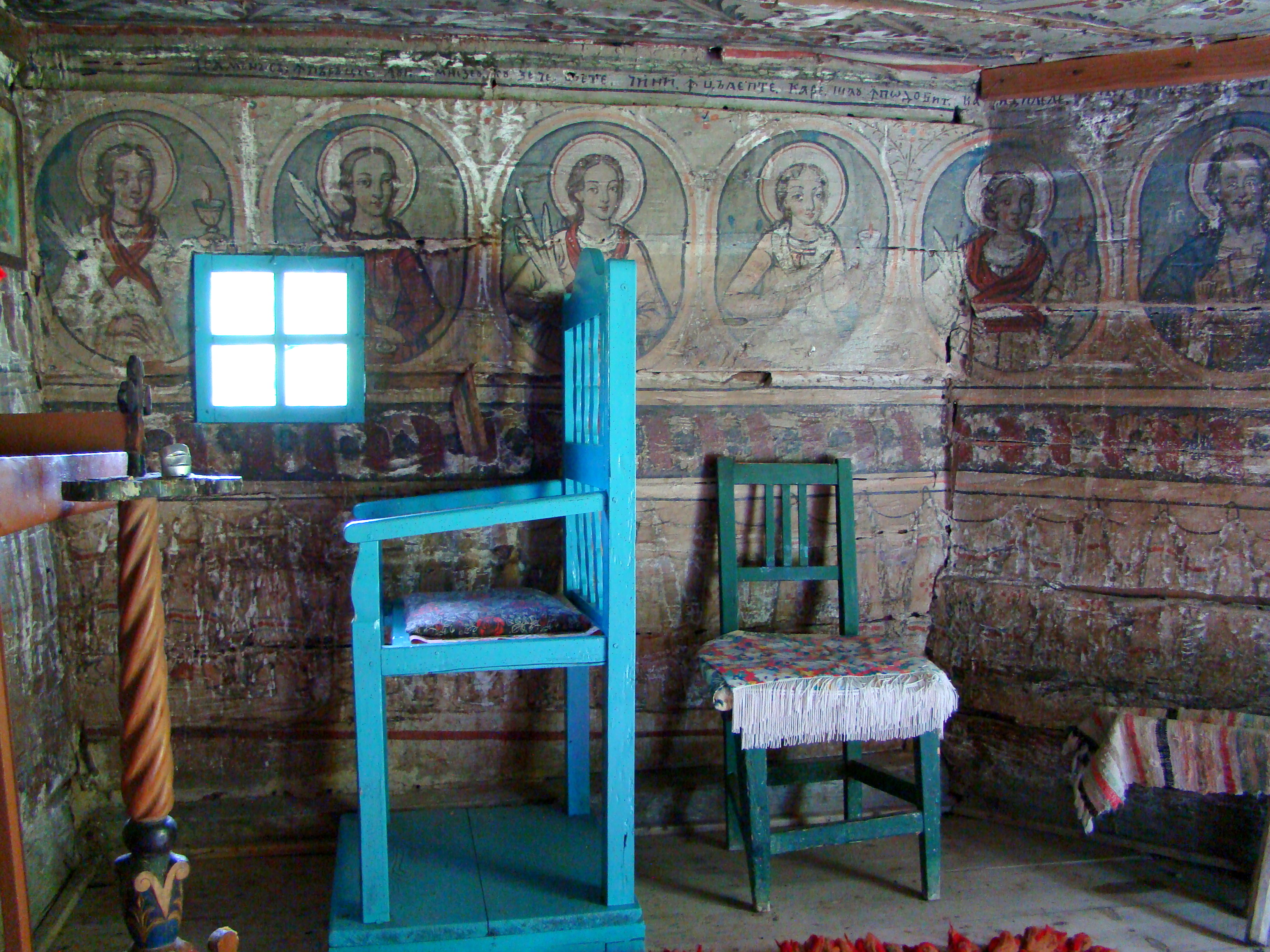
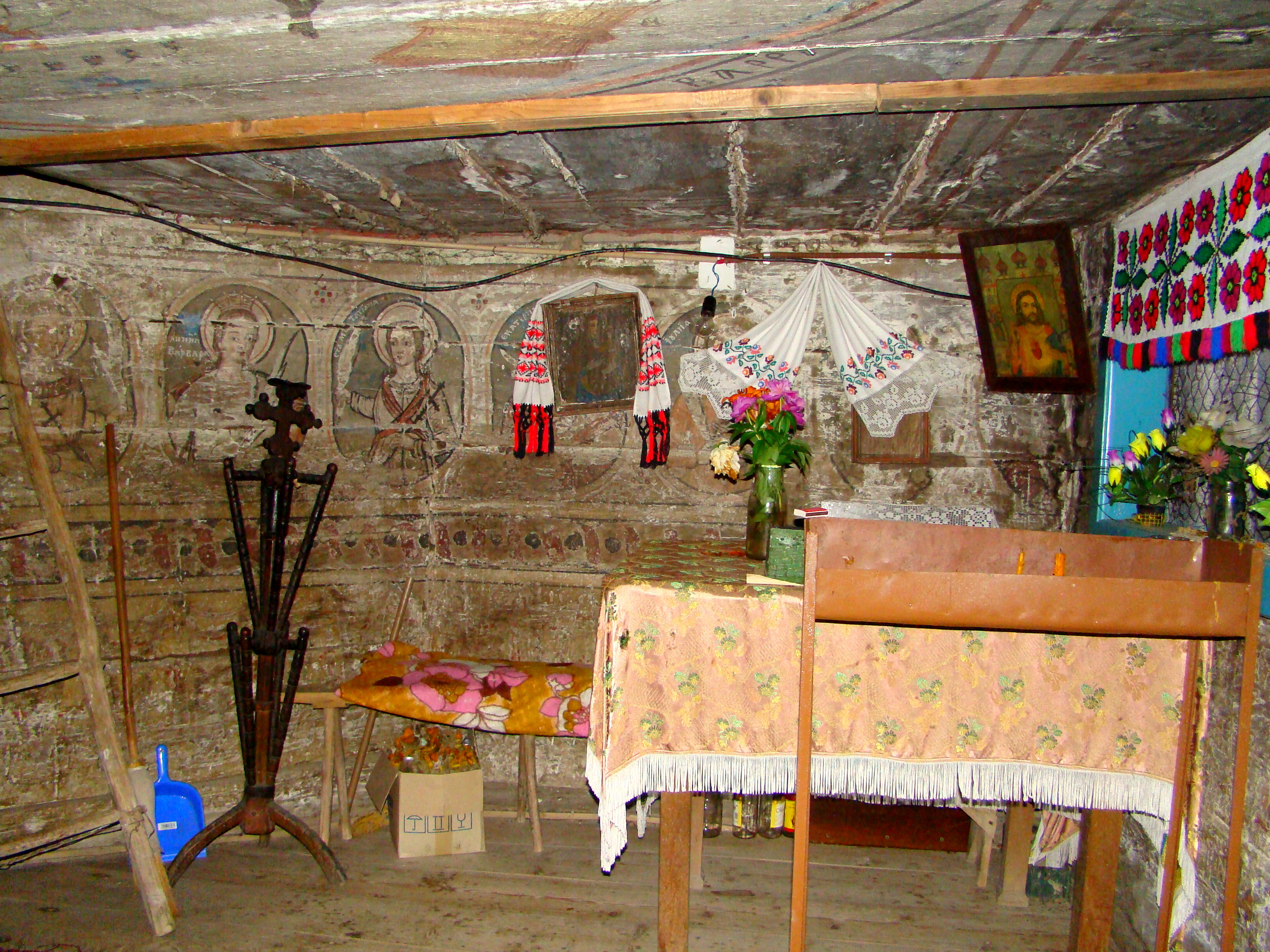
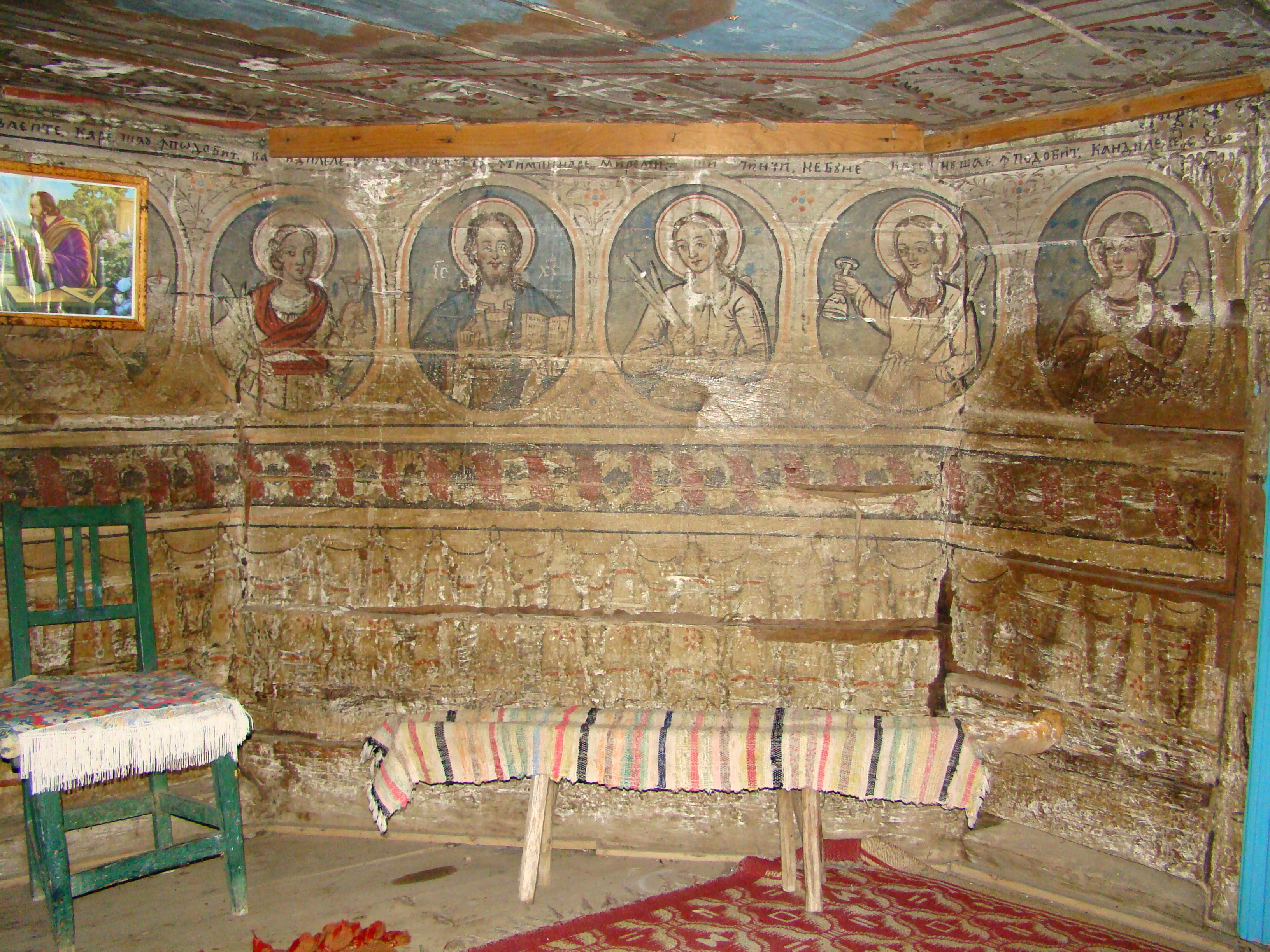